# Adinandra angustifolia
Adinandra angustifolia là một loài thực vật có hoa trong họ Pentaphylacaceae. Loài này được (S.H.Chun ex H.G.Ye) B.M.Barthol. & T.L.Ming mô tả khoa học đầu tiên năm 2007.